# Ona będzie miała dziecko
Ona będzie miała dziecko (ang. She's Having a Baby) – amerykański film obyczajowy z 1988 roku oparty na scenariuszu i reżyserii Johna Hughesa. Wyprodukowany przez Paramount Pictures.
Premiera filmu miała miejsce 5 lutego 1988 roku w Stanach Zjednoczonych.

## Fabuła
Kristy (Elizabeth McGovern) i Jake (Kevin Bacon) mimo sprzeciwu rodziców pobrali się od razu po ukończeniu szkoły. Początkowo na ich utrzymanie zarabiała tylko Kristy. Jake chciał zostać pisarzem. Jednak życie szybko zweryfikowało jego marzenia. Podjął pracę w agencji reklamowej. Po dwóch latach Kristy zaczyna coraz częściej mówić o dziecku.

## Obsada
- Kevin Bacon jako Jefferson „Jake” Edward Briggs
- Elizabeth McGovern jako Kristen „Kristy” Briggs
- Alec Baldwin jako Davis McDonald
- William Windom jako Russ Bainbridge
- Holland Taylor jako Sarah Briggs
- Cathryn Damon jako Gayle Bainbridge
- John Ashton jako Ken
- James Ray jako Jim Briggs
- Bill Erwin jako dziadek Briggs
- Paul Gleason jako Howard
- Dennis Dugan jako Bill
- Larry Hankin jako Hank
- Edie McClurg jako Lynn
- Nancy Lenehan jako Cynthia

i inni